# باول بيري (سياسي)
باول بيري (بالإنجليزية: Paul Berry)‏ هو سياسي بريطاني، ولد في 3 يونيو 1976 في المملكة المتحدة. حزبياً، نشط في الحزب الديمقراطي الاتحادي. انتخب عضو الجمعية التشريعية الثانية لأيرلندا الشمالية عن دائرة Newry and Armagh (Assembly constituency) ‏ وقد انضم خلال فترته النيابية ‏ (21 فبراير 2006 – 30 يناير 2007)  للكتلة البرلمانية مستقل وفي انتخابات الجمعية التشريعية لأيرلندا الشمالية، 1998 ‏، انتخب عضو الجمعية التشريعية الأولى لأيرلندا الشمالية عن دائرة Newry and Armagh (Assembly constituency) ‏ وقد انضم خلال فترته النيابية ‏ (25 يونيو 1998 – 28 أبريل 2003)  للكتلة البرلمانية الحزب الديمقراطي الاتحادي وفي انتخابات الجمعية التشريعية لأيرلندا الشمالية، 2003 ‏، انتخب عضو الجمعية التشريعية الثانية لأيرلندا الشمالية عن دائرة Newry and Armagh (Assembly constituency) ‏ وقد انضم خلال فترته النيابية ‏ (26 نوفمبر 2003 – 20 فبراير 2006)  للكتلة البرلمانية الحزب الديمقراطي الاتحادي.